# 彼女の“Modern…”
「彼女の“Modern…”」（かのじょのモダン）は、GLAYの3枚目のシングルである。1994年11月16日にポリドールより発売された。

## 概要
佐久間正英をプロデューサーに迎えた3作目のシングル。このシングル以降佐久間は亡くなる直前の2013年まで専属プロデューサーを務める。当初は9月21日の発売で予定されていた。GLAYのインディーズ時代後期の頃の曲で、1993年夏～秋頃に集中して作った曲である。同時期には「真夏の扉」、「Freeze My Love」などがある。
GLAY初のノンタイアップシングル。本来カメリアダイヤモンドのCM曲となることを意図して書かれた曲であるが、採用されなかった。この曲をリリースする前、TAKUROは、「俺の好きなバンドは、みんな3枚目のシングルでブレイクしているんだ。これが勝負曲だよ。」と意気込んでいたが、最高順位が45位と、MEN'S 5の「“ヘーコキ”ましたね」よりもオリコンの順位が低かったため、メンバー会議が行われた。その後TAKUROは「いつかこの曲を100万人に聞かせてやる」という野望を抱き、ベストアルバム『REVIEW-BEST OF GLAY』では真っ先にこの曲を選曲したと語る。なお、2曲共、このシングルに収録されているドラムはJIROが学生時代に大好きだったバンド“DEAD END”のドラマー湊雅史が担当している。

## 収録曲
| 全作詞・作曲: TAKURO、全編曲: GLAY・佐久間正英。 |                                           |        |            |
| #                                                | タイトル                                  | 作詞   | 作曲・編曲 |
| 1.                                               | 「彼女の“Modern…”」                       | TAKURO | TAKURO     |
| 2.                                               | 「INNOCENCE」                             | TAKURO | TAKURO     |
| 3.                                               | 「彼女の“Modern…”」(オリジナル・カラオケ) | TAKURO | TAKURO     |
| 4.                                               | 「INNOCENCE」(オリジナル・カラオケ)       | TAKURO | TAKURO     |

### 楽曲解説
1. 彼女の“Modern…”
このシングル自体の売り上げは低かったものの、計3枚のベストアルバムに収録され、ライブでも頻繁に演奏されている。2010年に発売された42枚目のシングル「Precious」に再録バージョンが収録された。
ミュージックビデオ（VIDEO GLAYに収録）には、元ドラムスのNOBUMASA（当時サポートメンバー）が出演している。
2021年に行われたB'z主催のRock Project『B'z presents UNITE #01』で、B'zとコラボレーションして披露された[4][5][6]。歌詞の一部分はB'zの楽曲「孤独のRunaway」を参考にしたといい、リリース後に作詞をした稲葉浩志に初めて会った際、この件を稲葉に伝えたと言う[7]。
2. INNOCENCE
当初はシングルの表題を争った。
3. 彼女の“Modern…”（オリジナル・カラオケ）
4. INNOCENCE （オリジナル・カラオケ）

## 収録アルバム
彼女の“Modern…”
- 灰とダイヤモンド (アルバムバージョン)
- SPEED POP
- REVIEW-BEST OF GLAY
- DRIVE-GLAY complete BEST
- THE GREAT VACATION VOL.2 〜SUPER BEST OF GLAY〜
- rare collectives vol.3 (ライブバージョン)
- rare collectives vol.4 (再録)
- 灰とダイヤモンド Anthology (『灰とダイヤモンド』とはアレンジが違うバージョンと再録バージョンの2バージョン収録)
- SPEED POP Anthology (リミックスバージョン)
- REVIEW II -BEST OF GLAY- (『SPEED POP Anthology』収録バージョン)
- DRIVE 1993〜2009 -GLAY complete BEST

INNOCENCE
- SPEED POP
- rare collectives vol.1 (オリジナルバージョンとライブバージョンの2バージョン収録)
- SPEED POP Anthology (リミックスバージョン)

## カバー
| 楽曲            | リリース      | アーティスト                                               | 収録作品                                            | 備考 |
| --------------- | ------------- | ---------------------------------------------------------- | --------------------------------------------------- | --- |
| 彼女の“Modern…” | 2012年6月27日 | CRASH49                                                    | 『CRUSH!3 -90's V-Rock best hit cover LOVE songs-』 | - Vo.みつ from ν [NEU] - Gt.YOSHIHIRO from ギルド - Gt.Aki from OZ - Ba.華凛 from NoGoD - Dr.HIROKI from D |
| 彼女の“Modern…” | 2025年5月11日 | 天狼群(TVアニメ『ばっどがーる』キャラクターソングユニット) | 「彼女の“Modern…” - Single」                        | [ 8 ] [ 9 ]                                                                                                |